# François Joseph de Béthune
François-Joseph de Béthune (1719-1739) était marquis d'Ancenis et de Chârost (dit de Béthune), puis 2e duc d'Ancenis (par dévolution paternelle), Pair de France, capitaine des Gardes du Corps du Roi, sire de La Chapelle et Crécy-en-Brie. Fils prédécédé du duc Paul-François (1682-1759) ci-dessous, il maria en 1737 Marie-Élisabeth de Roye de La Rochefoucauld comtesse de Roucy, et fut père de :
- Armand II Joseph (1738-1800), 5e duc de Chârost et 3e duc d'Ancenis, baron de Charenton et de Meillant, grand philanthrope, ce qui le fait réchapper de la Terreur contrairement à son fils, x 1re 1760 Louise-Suzanne-Edmée Martel, † 1780, fille de Charles comte de Fontaine-Martel, puis 2e 1783 Henriette-Adélaïde-Josèphe du Bouchet de Sourches de Tourzel (1765-1837 ; des sires de Montsoreau), d'où, du 1er :
  - Armand-Maximilien-Paul-François-Edmé (1764-1765) ; et - Armand-Louis-François-Edmé de Béthune comte de Chârost et de Bolbec/Fontaine-Martel, né en août 1770 et guillotiné le 28 avril 1794, sans postérité de sa femme Maximilienne-Augustine de Béthune épousée en 1790 et fille de Maximilien-Alexis de Béthune-Sully-Orval ;

## Famille
Cette branche des Béthune vient de Philippe de Béthune (1565-1649), frère cadet du grand Sully et par acquisition marquis de Chabris, comte de Selles et de Chârost ; de sa 1re femme Catherine, fille de Philippe Le Bouteiller de Senlis de Moucy, il eut comme fils puîné Louis de Béthune (1605-1681), comte puis 1er duc de Chârost (1672), mari en 1639 de Marie L'Escalopier, d'où :
- Louise-Anne (~1643-† en couches 1666, x 1665 Alexandre-Guillaume de Melun prince d'Epinoy, mère de Louise-Marie-Thérèse de Melun qui épouse son cousin Armand Ier ci-dessous) ; et son frère - Louis-Armand (1640-1717), 2e duc de Charost, x 1657 Marie (1640-1716), fille de Nicolas Fouquet et de sa 1re femme Louise Fourché de Quéhillac, d'où entre autres enfants :
  - Nicolas (1660-1699), abbé de Saint-Michel du Tréport ; - Louis-Basile (1674-1742) ;
  - et Armand Ier (1663-1745/1747), 3e duc de Charost, baron d'Ancenis par acquisition, gouverneur de Calais, lieutenant-général, chef du Conseil royal des Finances en 1732-1745, gouverneur de Louis XV en sa minorité, x 1681 1re sa cousine germaine Louise-Marie-Thérèse de Melun ci-dessus, et 2e 1692 Catherine-Elisabeth (1652-1713) dame de La Queue-en-Brie, fille d'Augustin de Lameth de Beaurepaire, dont :
    - (du 1er) : - Louis-Joseph marquis de Chârost (1681-† 1709 à Malplaquet ; x 1704 Marie Brulart de La Borde, d'où Marie-Thérèse, 1709-1716)  ;
    - (du 2e) : Michel-François (1695-1717) comte de Charost ; et - Paul-François (1682-1759), 4e duc de Chârost, baron, marquis puis 1er duc d'Ancenis, dit le duc de Béthune, gouverneur de Calais, maréchal de camp et lieutenant-général, chef du Conseil royal des Finances en 1745-1759, x 1709 Julie-Christine-Régine Gorge d'Antraigues dame de Charenton et de Meillant, † 1737, dont :
      - Armand-Louis de Béthune (1711-1735), marquis de Charost, x 1733 Françoise-Judith, fille du duc Charles-Timoléon-Louis de Cossé-Brissac ; - Marie-Françoise (1712-1799), x 1734 Jacques-Paul-Antoine de Quélen de Stuer de Caussade, prince de Carency, duc de La Vauguyon (1706-1772)  : Postérité  ; - Marie-Charlotte (1713-1783), x 1735 René-Mans V de Froulay de Tessé : Postérité  ; - Basile (1714-1736), abbé de Jouy en 1731  ; - et notre François-Joseph (1719-1739)...